# اسکای‌لاین (مینه‌سوتا)
اسکای‌لاین، مینه‌سوتا (به انگلیسی: Skyline, Minnesota) یک شهر در ایالات متحده آمریکا است که در شهرستان بلو ارث، مینه‌سوتا واقع شده‌است.

## خصوصیات
اسکای‌لاین ۰٫۴۴ کیلومترمربع مساحت و ۲۸۹ نفر جمعیت دارد و ۳۰۰ متر بالاتر از سطح دریا واقع شده‌است.